# Hercule (film, 1997)
Pour les articles homonymes, voir Hercule (homonymie).
Série Classiques d'animation Disney
Le Bossu de Notre-Dame
(1996) Mulan
(1998)
Pour plus de détails, voir Fiche technique et Distribution.
Hercule (Hercules) est le 50e long-métrage d'animation et le 35e « classique d'animation » des studios Disney. Sorti en 1997 et réalisé par John Musker et Ron Clements, il s'inspire du personnage d’Hercule dans les mythologies grecque et romaine.
Le film a inspiré la série d'animation éponyme, diffusée à partir de 1998 et dont trois épisodes ont été regroupés sous le titre Hercules : Zero to Hero (en référence à la chanson du film), sorti directement en vidéo en 1999.

## Synopsis
L'histoire se déroule dans la Grèce antique, après l'emprisonnement des Titans dans le Tartare par Zeus. Le roi des dieux et son épouse Héra, ont un fils qu'ils nomment Hercule. Alors que tous les dieux olympiens fêtent sa naissance, Hadès convoite la place de son frère Zeus en tant que souverain de l'Olympe. Demandant de l'aide aux Moires, ces dernières lui apprennent que dans dix-huit ans, l'alignement des planètes lui permettra de faire ressurgir les Titans pour conquérir l'Olympe, mais que Hercule est capable de renverser ce plan. Hadès envoie alors ses sbires Peine et Panique pour éliminer Hercule. Les deux démons arrivent à kidnapper l'enfant et à le faire boire une potion qui permet de le rendre mortel, mais deux mortels, Amphitryon et Alcmène, trouvent le bébé avant qu'il ne boive la dernière goutte du breuvage, gardant alors sa force herculéenne.
Une quinzaine d’années plus tard, Hercule, adolescent, est rejeté de tous à cause de sa force, et se demande quelles sont ses origines. Ses parents adoptifs lui montrent le médaillon qu'il portait le jour où ils l’ont trouvé, et Hercule décide d'aller au temple de Zeus pour y trouver des réponses. Dans le temple, la statue de Zeus prend vie et révèle à Hercule qu'il peut redevenir un dieu en devenant un vrai héros. Zeus envoie Hercule et Pégase trouver le satyre Philoctète, connu pour avoir entraîné les plus grands héros. Ils rencontrent Phil, qui a pris sa retraite après plusieurs déceptions, mais Hercule l'inspire à suivre son rêve d'entraîner un héros reconnu par les dieux. Contraint par Zeus, Phil entraîne alors Hercule, puis ils s'envolent pour Thèbes. Sur le chemin, ils rencontrent Megara, une jeune femme sarcastique que Hercule sauve des mains du centaure Nessos. Hercule parti, Megara se révèle être une des sbires de Hadès, auquel elle a vendu son âme pour sauver son amant, qui s'est ensuite enfui avec une autre.
En arrivant à Thèbes, Hercule est tourné en ridicule par les citoyens de la ville, jusqu'à ce que Megara apparaisse, disant que deux garçons sont coincés dans une gorge. Il les sauve, sans savoir que ce sont en vérité Peine et Panique, et réveille par accident l'Hydre de Lerne. Hercule la vainc et devient un héros célébré dans toute la Grèce, mais malgré sa reconnaissance naissante et sa victoire face aux nombreux monstres que Hadès lâche sur lui, Zeus lui dit qu'il n'est toujours pas un vrai héros. Déçu et frustré, Hercule passe la journée avec Megara, qui tombe amoureuse de lui. Hadès apprend les sentiments de Megara, et la veille de sa prise de pouvoir, il lui offre Megara (ligotée et bâillonnée) en échange de l'abandon de ses pouvoirs pendant 24 heures. À la condition que Megara ne soit pas blessée, il accepte, mais a le cœur brisé quand il apprend que Megara travaillait pour Hadès.
Hadès libère les Titans, qui escaladent l'Olympe et capturent les dieux, alors qu'un cyclope est lancé à Thèbes afin de tuer Hercule. Ce dernier bat le cyclope, puis se fait sauver par Megara d'une colonne en train de tomber, qui est gravement blessée. Ceci brisant la promesse de Hadès disant que Megara ne serait pas blessée, Hercule retrouve sa force. Il vole avec Pégase jusqu'à l'Olympe où il libère les dieux et envoi les Titans dans la stratosphère, mais Megara meurt avant qu'il ne puisse la retrouver.
L'âme de Megara appartient maintenant à Hadès. Hercule entre dans les Enfers et passe un pacte avec Hadès, offrant sa propre vie contre celle de Megara, qu'il doit aller chercher dans le Styx. Sa volonté de se sacrifier pour sauver une personne qu’il aime restaure son immortalité et son statut de dieu avant que le fleuve, qui lui drainait la vie, ne puisse le tuer : Hercule sauve alors Megara et jette Hadès dans le Styx, dans lequel il est enfoncé par des âmes errantes. Megara ressuscite, et Hercule et elle sont invités sur l'Olympe, où Zeus et Héra accueillent leur fils. Cependant, Hercule, par amour, décide de rester sur Terre avec Megara. Il retourne alors avec ses amis à Thèbes, où il voit Zeus créer une constellation pour Hercule afin de commémorer son héroïsme.

## Fiche technique
- Titre original : Hercules
- Titre français : Hercule
- Réalisation : John Musker et Ron Clements
- Scénario : Ron Clements, Barry Johnson, Irene Mecchi, John Musker, Bob Shaw et Donald McEnery, assistés de Barry Johnson (supervision), Kaan Kalyon, Kelly Wightman, Randy Cartwright, John Ramirez, Jeff Snow, Vance Gerry, Kirk Hanson, Francis Glebas, Tamara Lusher-Stocker, Bruce Morris, Mark Kennedy, Don Dougherty et Thom Enriquez
- Conception graphique :
  - Direction artistique : Andy Gaskill
  - Production designer : Gerald Scarfe
  - Stylisme : Sue Nichols (supervision)
  - Coordinateur artistique : Dan Hansen
  - Coordinateur technique : Ann Tucker
  - Cadrage (Layout) : Rasoul Azadani (supervision)
  - Décors : Thomas Cardone (supervision), Lisa Keene Robledo (supervision Paris)
  - Mise au propre (Clean-up) : Nancy Kniep (supervision)
- Animation :
  - Supervision : Andreas Deja, Randy Haycocok, Eric Goldberg, Nik Ranieri, Ken Stuart Duncan, Ellen Woodbury, Anthony Derosa, Michael Show, James Lopez, Brian Ferguson, Dominique Monféry, Richard Bazley, Nancy Beiman et Oskar Urretabizkaia
  - Animation des personnages : Patrick Delage, George Abolin, Tom Gately, Sahin Ersöz, Gilda Palinginis-Kouros, Douglas Krohn, Jean Morel, Bill Waldman, Mark Smith, Andreas Wessel-Therhorn, Michael Cedeno, Danny Galieote, Michael Stocker, Anthony Ho Wong, Eric Walls, Raul Garcia, Caroline Cruikshank, Teddy Hall, Bert Klein, Tom Roth, Richard Hoppe, Theresa Wiseman, Teresa Martin, James Baker, Bolhem Bouchiba, Roger Chiasson, Eric Delbecq, Juanjo Guarnido, Jamie Oliff, Dave Kuhn, Sergio Pablos, Mike Polvani, Jared Beckstrand, Joe Oh, Mark Pudleiner, Stéphane Sainte Foi, Robert Bryan, Catherine Poulain, William Recinos, Yoshimichi Tamura, David Block, Steven Pierre Gordon, Kent Hammerstrom, Jeffrey Johnson, David Hancock, Mike Kunkel, Enis Tahsin Ozgür, Robert Espanto Domingo, Borja Montoro Cavero, Adam Dykstra, Daniel T. Hofstedt, Jay Jackson, Daniel O'Sullivan, Marc Eoche Duval, Ron Husband, Thierry Goulard, David Berthier, Sang-Jin Kim, Howard Baker, Raffaella Filipponi, Steve Hunter, Bill Fletcher, William Miller, Mike Merell, Michael Swofford, Chris Bailey, Dave Kupczyk, Jean-Luc Ballester et David Allan Zaboski
  - Effets spéciaux : Mauro Maressa (supervision), Dorse A. Lanpher
  - Animation numérique (CGI) : Roger Gould (supervision)
  - Vérification (Check) : Janet Bruce, Hortensia Casagran (supervision)
- Son : Gary Rydstrom (supervision)
- Montage : Tom Finan (supervision film), Earl Ghaffari et Kathleen Forgarty-Bennett (musique)
- Musique :
  - Compositeur : Alan Menken
  - Chansons : David Zippel (paroles), Alan Menken (musique)
  - Orchestrations : Danny Troob et Michael Starobin
  - Arrangements vocaux et direction : Michael Kosarin
- Directeur de production : Peter del Vecho
- Productrice associée : Kendra Haaland
- Producteurs délégués : Alice Dewey, John Musker et Ron Clements
- Production : Walt Disney Pictures
- Distribution : Buena Vista Pictures Distribution
- Budget : environ 70 000 000 USD
- Format : Couleurs - 1,66:1 (1,85:1 étendu) - Dolby Digital
- Durée : 89 minutes
- Dates de sortie :
  - États-Unis : 27 juin 1997
  - France : 26 novembre 1997

Note : La liste des « crédités » au générique étant trop longue pour être citée in extenso ici, ne sont repris que les principaux contributeurs.

## Distribution

### Voix originales
- Tate Donovan : Hercules
- Josh Keaton : Young Hercules (Hercule jeune)
- Roger Bart : Young Hercules (chant)
- Danny DeVito : Philoctetes
- James Woods : Hades, Lord of the Underworld (Dieu des Enfers)
- Susan Egan : Megara
- Bob Goldthwait : Pain (Peine)
- Matt Frewer : Panic (Panique)
- Rip Torn : Zeus
- Samantha Eggar : Hera, Hercules' Mother (Mère d'Hercule)
- Barbara Barrie : Alcmene, Hercules' Foster Mother (Mère nourricière d'Hercule)
- Hal Holbrook : Amphitryon, Hercules Foster Father (Père nourricier d'Hercule)
- Paul Shaffer : Hermes, the Messenger God (le Dieu-Messager)
- Amanda Plummer : Clotho, first Fate (Première Moire)
- Carole Shelley : Lachesis, second Fate (Deuxième Moire)
- Paddi Edwards : Atropos, third Fate (Troisième Moire)
- Lillias White : Calliope, Muse of Epics (Muse de l'Épopée)
- Vanéese Y. Thomas : Clio, Muse of History (Muse de l'Histoire)
- Cheryl Freeman : Melpomene, Muse of Tragedy (Muse de la Tragédie)
- La Chanze : Terpsichore, Muse of Dance (Muse de la Danse)
- Roz Ryan : Thalia, Muse of Comedy (Muse de la Comédie)
- Patrick Pinney : Cyclops (Le Cyclope)
- Corey Burton : Titans / Burnt Man (L'homme brûlé) / End-of-the World Man (L'homme du bout-du-monde) / Tour Bus Guide (Guide du bus)
- Jim Cummings : Nessus, the Centaur / Pot Maker (Un potier) / Tall and Elderly Thebians (Grand et Vieux Thébains)
- Keith David : Apollo, the Sun God (Apollon, le Dieu-Soleil)
- Mary Kay Bergman : Earthquake Lady (Femme du séisme) / Wood, Water and Earth Nypmhs (Nymphes des Bois, de l'Eau et de la Terre) / Teenage Girls (Jeunes filles)
- Kathleen Freeman : Heavyset Woman (Grosse femme)
- Bug Hall : Little Boy (Jeune garçon)
- Kellen Hathaway : Little Boy (Jeune garçon)
- Wayne Knight : Demetrius, the Pot Maker (le Potier)
- Aaron Michael Metchik : Ithicles
- Charlton Heston : Narrateur

### Voix françaises
- Emmanuel Garijo : Hercule

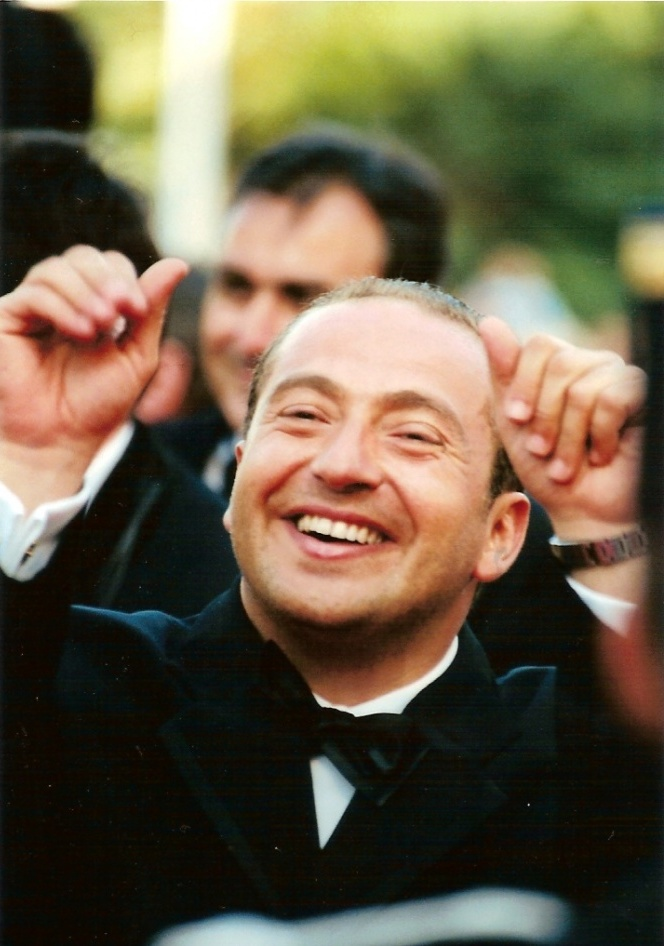
Patrick Timsit en 1999.

  - Emmanuel Dahl : Hercule jeune (chant)
- Patrick Timsit : Philoctète
- Dominique Collignon-Maurin : Hadès
- Mimi Félixine : Mégara, Calliope, muse de la Poésie épique
- Éric Métayer : Peine et Panique
- Benoît Allemane : Zeus
- Sophie Deschaumes : Héra
- Rosine Cadoret : Alcmène
- Jean Lescot : Amphitryon
- Patrice Dozier : Hermès
- Perrette Pradier : Atropos, première Moire
- Jacqueline Staup : Lachèsis, deuxième Moire
- Colette Venhard : Clotho, troisième Moire
- Norma Ray : Clio, muse de l'Histoire
- Jessica Parkers : Melpomène, muse de la Tragédie
- Debbie Davis : Terpsichore, muse de la Danse
- Assitan Dembélé : Thalie, muse de la Comédie
- Michel Barbey : un cyclope, un titan
- Marc Alfos : Nessus, des Titans
- Saïd Amadis : Démétrius
- Charles Pestel : Ithiclès
- Jean Davy : le narrateur
- Georges Aubert, Jacques Ciron et Michel Vocoret : villageois
- Annie Didion, Jean-Loup Horwitz, Stéphane Marais, Charlyne Pestel et Véronique Rivière, Paulette Frantz, Yann Le Madic : voix additionnelles

### Voix québécoises
- Antoine Durand : Hercule
- Hugolin Chevrette : Hercule jeune
- Joël Legendre : Hercule (chant)
- Luis de Cespedes : Phil
- Jean-Luc Montminy : Hadès
- Céline Bonnier : Meg
- Dominique Faure : Meg (chant)
- Bernard Fortin : Peine
- Gabrielle Dhavernas : Peine (enfant)
- François Sasseville : Panique
- Kim Jalabert : Panique (enfant)
- Marcel Sabourin : Zeus
- Élise Bertrand : Héra
- Sébastien Dhavernas : Hermès
- Élizabeth Lesieur : Alcmène
- Aubert Pallascio : Amphitryon
- Hubert Gagnon : Arès
- Élizabeth Chouvalidzé : Première Parque
- Lenie Scoffié : Deuxième Parque / Thébain
- Arlette Sanders : Troisième Parque / Thébain
- Vincent Davy : Narrateur
- Benoît Marleau : Cyclope
- Sylvie Boucher : Muse
- Julie Massicotte : Muse
- Mary-Lou Gauthier : Muse Terpsichore (chant)
- Julie Leblanc : Muse (chant)
- Linda Benoy : Muse Thalia (chant)
- Lina Boudreau : Muse (chant)
- Lana Carbonneau : Muse (chant)
- Jean Fontaine : Nessus
- Jacques Lavallée : Apollon
- André Montmorency : Démétrios / Marchand
- Louis-Georges Girard : Homme à l'agora
- Nicolas Pensa : Garçon à l'agora

## Chansons du film
- Le Gospel pur I ou La Vérité pure I au Québec (The Gospel Truth I) - Les Muses
- Le Gospel pur II ou La Vérité pure II au Québec (The Gospel Truth II) - Les Muses
- Le Gospel pur III ou La Vérité pure III au Québec (The Gospel Truth III) - Les Muses
- Le Monde qui est le mien ou Je crois en mon destin au Québec (Go the Distance) - Jeune Hercule
- Le Monde qui est le mien ou Je crois en mon destin au Québec (Go the Distance) (reprise) - Jeune Hercule
- Il me reste un espoir ou Une dernière fois au Québec (One Last Hope) - Philoctète
- De zéro en héros ou Zéro à héros au Québec (Zero to Hero) - Les Muses
- Jamais je n'avouerai ou Les Raisons du cœur au Québec (I Won't Say) - Meg et les Muses
- Une étoile est née (A Star Is Born) - Les Muses
- Go the Distance (générique de fin) - Michael Bolton
- No importa la Distancia (générique de fin) - Ricky Martin
- Sentimentale (I won't Say (I'm in Love), générique de fin) - Jenny Mac Kay
- Shooting Star ( Une étoile est née , générique de fin ) - Boyzone

## Distinctions
- Nomination à l'Oscar de la meilleure chanson originale (Alan Menken et David Zippel pour Go the Distance)
- Nomination au Golden Globe de la meilleure chanson originale (Alan Menken et David Zippel pour Go the Distance)

## Sorties cinéma
- 14 juin 1997 - États-Unis (Première à New York au New Amsterdam Theatre[1])
- 27 juin 1997 - États-Unis et Canada
- 3 juillet 1997 - Argentine
- 4 juillet 1997 - Brésil et Mexique
- 5 juillet 1997 - Corée du Sud
- 10 juillet 1997 - Hong Kong
- 26 juillet 1997 - Japon
- 20 août 1997 - Singapour (Première)
- 4 septembre 1997 - Singapour
- 11 septembre 1997 - Nouvelle-Zélande
- 12 septembre 1997 - Philippines
- 18 septembre 1997 - Australie
- 10 octobre 1997 - Royaume-Uni
- 14 novembre 1997 - Danemark et Suède
- 17 novembre 1997 - Espagne
- 20 novembre 1997 - Allemagne et Pays-Bas
- 21 novembre 1997 - Pologne et Suisse
- 22 novembre 1997 - Islande
- 26 novembre 1997 - France et Belgique
- 27 novembre 1997 - Hongrie
- 28 novembre 1997 - Estonie, Portugal et Afrique du Sud
- 5 décembre 1997 - Finlande, Italie et Norvège
- 11 décembre 1997 - Slovénie
- 23 janvier 1998 - Turquie
- 2 juin 2001 - Russie
- 3 mai 2003 - Norvège (Kristiansand International Children's Film Festival)

## Sorties vidéo
- 3 février 1998 - VHS (Québec)
- 26 août 1998 - VHS et Laserdisc avec recadrage 4/3 (1,33:1).
- 9 novembre 1999 - DVD (Québec) avec format respecté (1,66:1)
- 1er aout 2000 - VHS et DVD (Québec) dans la Collection « classique or » avec recadrage 4/3
- 15 octobre 2002 - VHS et DVD avec format 4/3.
- 16 octobre 2013 - exclusivité Blu-Ray avec format 16/9.

## Production
John Musker et Ron Clements furent attirés par l'aspect mythologique du film et décidèrent à l'automne 1993 de réaliser le film et de le produire, aidés en cela par Alice Dewey. Musker et Clements passèrent neuf mois à définir la ligne directrice, élaborer le script initial, et concevoir avec Andy Gaskill l'aspect visuel général ; ce dernier supervisa ensuite la direction artistique. Des animateurs passèrent l'été 1994 en Grèce afin de s'inspirer des décors naturels et des sites archéologiques, tandis que le caricaturiste et dessinateur de presse politique britannique Gerald Scarfe, apporta son aide à la création des personnages. L'animation débuta au début  de 1995 et nécessita près de 700 artistes, ainsi que le premier usage chez Disney du morphing numérique (assisté par ordinateur).